# Leonardo Costa Lesage
Leonardo Costa Lesage (València, 2003) és un estudiant i matemàtic espanyol i participant de la Olimpíada Internacional de Matemàtiques.
Leonardo va estudiar a l'IES Pere Boïl, de Mislata. El 2017, va participar en l'Olimpíada Matemàtica Nacional a Valladolid. El seu interès per les matemàtiques va créixer en entrar al programa Estalmat. El 2019 va ser seleccionat per als World Science Scholars. El 2019, 2020 i 2021, va participar en l'Olimpíada Internacional de Matemàtiques. Estudia matemàtiques i enginyeria física al CFIS.